# 雅瑞希爾
雅瑞希爾 Aredhel，是英國作家約翰·羅納德·瑞爾·托爾金的史詩式奇幻小說《精靈寶鑽》中的人物。芬鞏、特剛之妹妹，亞岡之姊姊，諾多族之白公主，別號雅芬妮爾 Ar-Feiniel，她下嫁黑暗精靈伊奧，生下了梅格林。
Aredhel該讀成ar-eth-el，而不是讀成ar-ed-hel。她的名字是辛達林語，原本的昆雅語名字是Irissë。
雅瑞希爾不但美麗，最喜歡在森林中馳騁打獵。因此，她常會跟費諾的兒子，她的堂哥們玩在一起，不過她的愛情沒有給他們任何一人。雅瑞希爾的膚色極為白晢，頭髮卻十分烏黑，她從不盛裝打扮，只穿銀色和白色。
到達中土大陸以後，她居住在內佛瑞斯特的凡雅瑪，隨後跟特剛到達貢多林。二百年來，雅瑞希爾一直渴望再見到廣闊的森林，要求特剛放她出外走走，但特剛唯恐貢多林的所在地會曝光，所以強烈反對，可是經不住雅瑞希爾苦苦哀求，於是特剛態度軟化。
雅瑞希爾與護衛行走到多瑞亞斯王國邊界，她希望借道拜訪費諾的兒子們，不過多瑞亞斯國王埃盧·庭葛只會開放美麗安環帶給費納芬家族的人，何況雅瑞希爾要見的是費諾的兒子，於是雅瑞希爾與護衛一行人只有繞過美麗安環帶邊界，到達北方危險的地區。接著，雅瑞希爾與護衛失散了，她獨自去到辛姆拉德，但凱勒鞏已經接受任務出外，於是雅瑞希爾離開了，到達艾莫斯谷森林 Nan Elmoth。
黑暗精靈伊奧是艾莫斯谷森林的統治者，他見到雅瑞希爾後，便接引了她回家，雅瑞希爾住在他家多年，並下嫁了伊奧。雅瑞希爾生下了兒子梅格林。雅瑞希爾向梅格林訴說自己懷念隱藏王國貢多林的美麗和輝煌，並向梅格林談及她舊日的家庭及生活，雅瑞希爾表達渴望與家族團聚。於是母子二人瞞住伊奧，離開艾莫斯谷森林，前往貢多林，然而他們並不知道伊奧尾隨在後。母子二人到達貢多林後，特剛接見他們，心中又驚又喜，他本以為雅瑞希爾被魔苟斯的妖物吞噬了。當時伊奧也到達貢多林，卻被貢多林的守衛捉住，帶到特剛面前。特剛以禮相待，但伊奧一向憎恨諾多族，他辱罵特剛，準備將梅格林帶走。特剛極為憤怒，他向伊奧重申貢多林的法律：無論光明精靈、黑暗精靈，抑或人類，一旦雙足踏入了貢多林，就無法再度離去。
怎知伊奧將外套下的短標槍擲向梅格林，大喊道：「我寧可選擇死亡，我兒亦如此！你不應擁有我的東西！」雅瑞希爾閃身擋住了標槍，受了輕傷，但標槍上有毒，當晚就離世了。